# Vahid Talebloo
Vahid Talebloo (em persa: وحيد طالب‌لو - Nascido em 26 de maio de 1982, em Teerão) é um ex-jogador de futebol iraniano que atuava como goleiro. 

## Carreira
Talebloo representou a Seleção Iraniana de Futebol na Copa da Ásia de 2007. Foi terceiro goleiro na Copa do Mundo FIFA de 2006.